# Personalized system of instruction
Het Personalized system of instruction (PSI) is een behavioristische onderwijsmethode, gebaseerd op operante conditionering en het systematisch toepassen van bekrachtiging. De methode werd in de jaren 1960 ontwikkeld door Fred Keller, in samenwerking met anderen en wordt daarom ook het Keller Plan genoemd. Heel wat onderzoek bevestigt de effectiviteit van deze onderwijsmethode.

## Kenmerken
PSI is een zeer individugerichte methodiek en legt de lat vrij hoog qua beoogde leerresultaten. Keller beschreef vijf kenmerken waarmee de methode zich het duidelijkst onderscheidde van andere onderwijsmethoden. Deze kenmerken blijven de basis voor PSI:
1. Iedere student werkt op zijn eigen tempo;
2. De leerstof is opgedeeld in stappen, kleine eenheden en vooraleer over te kunnen gaan naar een volgende stap, wordt vereist dat de voorgaande stap in sterke mate wordt beheerst (hoge "mastery" vereiste). Daarvoor worden tests ingelast. Studenten mogen veelvuldig tests afleggen, tot het vereiste niveau van beheersing van de stof is aangetoond. Het niet slagen in een test wordt niet bestraft;
3. Lezingen en demonstraties worden beschouwd als motiverende elementen en niet zozeer als essentiële bronnen van informatie;
4. De nadruk ligt op de schriftelijke communicatie tussen leraar en leerling;
5. Er wordt beroep gedaan op mentoren ("proctors" genoemd), oudere studenten die een leerling herhaaldelijk kunnen testen, onmiddellijk feedback kunnen geven en zorgen voor meer persoonlijk contact.

## Achtergrond

### Ontwikkeling
Fred Keller (1899-1996) was een gedragsanalytisch georiënteerd psycholoog die het grootste deel van zijn loopbaan psychologielessen gaf aan de Columbia-universiteit. Hiervoor werd hij ook befaamd. In 1961, enkele jaren voor zijn emeritaat, werd hij gastprofessor in Brazilië. Wat later, in 1963, hielp hij mee aan het uitbouwen van de psychologiefaculteit aan de toen nieuwe Universiteit van Brasilia, waarbij hij alle vrijheid kreeg. De uitdaging bestond erin op betrekkelijk korte tijd een cursus klaar te krijgen voor een aantal studenten aan een nieuwe universiteit. Keller wilde daarbij gebruik maken van de bekrachtigingsprincipes. Hij ontwikkelde een methode, die hij reeds in de winter van 1963 kleinschalig uittestte in een cursus aan de Columbia-universiteit. In 1964 startte dan een eerste inleidende cursus psychologie, die aan de Universiteit van Brasilia aan 50 studenten gegeven werd door de professoren Rodolfo Azzi en Carolina Martuscelli Bori. De methode werd zeer positief geëvalueerd. Het daaropvolgende semester (in 1965) waren er echter grote strubbelingen aan de betreffende universiteit en meer dan 200 docenten namen ontslag of werden ontslagen. Ook de betrokken psychologieprofessoren vertrokken. Ze gingen evenwel elders aan de slag, waar  ze de nieuwe methode verder in de praktijk brachten.
Begin 1965 begon Keller (hij was toen reeds op emeritaat) samen met professor J. Gilmour Sherman met de systematische toepassing van de methode aan de Arizona State University. Hierbij stelden ze de methode - die later de naam "Personalized system of instruction" kreeg - verder op punt. De vier vermelde professoren, Keller, Sherman, Azzi en Bori, worden beschouwd als de basisleggers van PSI. De eerste publicaties over de methode verschenen half de jaren 1960 en namen snel toe. Division 2 (onderwijs in de psychologie) van de American Psychological Association wilde op hun jaarlijks congres in 1966 nog geen plaats voorzien voor PSI, maar het jaar nadien werd Keller door de voorzitter zelf gevraagd om er een presentatie over te geven. Het artikel "Good-bye teacher ..." uit (Keller, 1968) is hiervan de neerslag en wordt nog steeds beschouwd als erg belangrijk.
Hoewel enkele collega's de methode vrij snel overnamen, niet alleen voor psychologie-onderwijs, ging de verdere verspreiding vrij traag, tot teleurstelling van de ontwerpers. De grote hinderpaal was het vele voorbereidende werk dat docenten er in moesten steken, zo bleek reeds uit de eerste reacties.

### Hoogtepunt en achteruitgang
Stilaan sijpelde de methode verder door en werd geïmplementeerd binnen cursussen fysica, wiskunde, elektronica en andere. In de loop der jaren werden meerdere PSI-handboeken gepubliceerd.
Het hoogtepunt van PSI situeert zich in de jaren 1970. Honderden docenten pasten de methode toe en er gebeurde veel effectonderzoek. In 1971 riep Sherman een berichtenblad in het leven: de "Personalized system of instruction newsletter". Deze nieuwsbrief verscheen viermaal per jaar tot 1975. Van 1976 tot 1981 verscheen dan een echt tijdschrift rond de methode: "Journal of Personalized Instruction". Aan de Universiteit van Georgetown werd een Center for Personalized Instruction opgericht.
De Personalized system of instruction newsletter verzamelde tweemaal gegevens over cursussen waarin de methode werd toegepast. In 1972 werden 190 cursussen geïnventariseerd en in 1974 waren dat er zelfs 410. Naast Brazilië en de Verenigde Staten volgden andere landen: Canada en Mexico waren de belangrijkste, maar in heel wat andere landen werd de methode eveneens uitgetest, onder meer in Nederland.
Vrij snel na de ontwikkeling van de methode begon ook onderzoek naar de resultaten. In 1974 werden reeds meer dan 100 studies geïnventariseerd. Daarbij behoorden 15 contraststudies die PSI vergeleken met andere methoden. 13 van die 15 onderzoeken vonden betere resultaten voor PSI.
Later volgden overzichtsstudies en meta-analyses. Deze toonden aan dat PSI effectiever was dan traditionele onderwijsmethoden: de effectgrootte was 0,48. De effecten waren nog groter voor zwakkere studenten. Specifieke moeilijkheden bij de methode waren het vinden en vormen van goede mentoren en het risico op procrastinatie door studenten. Tegelijk werden manieren gezocht om hieraan tegemoet te komen.
Ook in de jaren 1980 werd PSI nog breed toegepast, maar daarna ging het snel achteruit. Tussen 1990 en 2006 werden nog minder dan 50 onderzoeksartikelen gepubliceerd. Redenen die meespeelden in de achteruitgang waren onenigheid over welke elementen essentieel waren bij PSI. Zo lieten sommigen het vooropgestelde hoge niveau van beheersing van de materie achterwege, of ze lieten de studenten niet meer op hun eigen tempo werken. Ook onderwijsinstellingen konden de methode blokkeren omdat die bijvoorbeeld niet paste in het strikte semestersysteem of omdat met vond dat docenten voor de klas moesten staan, anders gaven ze geen les. De nodige tijdsinvestering om een PSI-cursus op punt te stellen of toe te passen, vormde eveneens een hinderpaal.

### PSI in de 21e eeuw
In de 21e eeuw wordt PSI nog toegepast in het onderwijs, zij het in veel beperktere mate dan voorheen. Waar PSI begonnen is met universitaire psychologiecursussen, is er een verschuiving naar andere domeinen. Een van de domeinen waarbij PSI wordt ingezet is dat van beweging en lichamelijke gezondheid. Zo toont onderzoek aan dat PSI significant meer dan andere methoden leidt tot een toename van kennis over gezondheid en beweging, en een aangepast PSI-programma kan ook de fysieke fitheid zelf verhogen.
In 2014 verscheen de publicatie van een eerste onderzoek waarin het effect van PSI tegenover een andere onderwijsmethodiek in een farmaceutische cursus werd onderzocht. Het betrof een cursus farmaceutische berekeningen. Globaal genomen was PSI minstens even effectief en voor de moeilijkste stukken leidde PSI tot betere resultaten. De voorkeur van de studenten ging zeer sterk naar de PSI-methodiek.
Met de toename van het computergebruik en de internettechnologie kende ook PSI nieuwe toepassingen. Reeds begin jaren 1980 werden de mogelijkheden van PSI voor het afstandsonderwijs erkend en in 2003 verscheen hiervan een overzichtsartikel. Daarin werd de effectiviteit van de methode onderstreept. Analoog hiermee werden ook de mogelijkheden van PSI voor het mobiel leren bevestigd.
Eind jaren 1980 werd aan de Universiteit van Manitoba een computergestuurd onderwijssysteem ontwikkeld op basis van PSI: het computer-aided personalized system of instruction (CAPSI). Dit systeem werd verder uitgewerkt en in de jaren 2000 werden hierover een aantal positieve onderzoeksrapporten gepubliceerd. Ook andere computermethoden maken gebruik van PSI. Het web-based personalised system of instruction is een internetmethodiek die ontwikkeld werd voor wiskundecursussen voor studenten in de computerwetenschappen. PSI werd reeds 25 jaar gebruikt bij het wiskundeonderwijs in deze studierichting, maar de webversie was nieuw. Deze methode maakt gebruik van videoclips en online tests. De web-PSI bleek zeer effectief, ook voor risico-studenten (met een zwakkere achtergrond op vlak van wiskunde).